# Capone (película de 2020)
Capone es una película de crimen biográfico escrita, dirigida y editada por Josh Trank, protagonizada por Tom Hardy como el famoso gánster Al Capone. El nombre original de la cinta iba a ser Fonzo, y su estreno se produjo el 12 de mayo de 2020 en VOD.

## Sinopsis
La película se centra en Al Capone, de 47 años, después de cumplir una sentencia de 10 años en una prisión federal, mientras lucha contra la demencia.

## Reparto
- Tom Hardy como Al Capone;
- Linda Cardellini como Mae Capone;
- Jack Lowden como el agente del FBI, Crawford;
- Matt Dillon como Johnny;
- Noel Fisher como Junior;
- Kyle MacLachlan como Karlock;
- Kathrine Narducci como Rosie Capone;
- Tilda Del Toro como Mona Lisa;
- Mason Guccione como Tony;
- Edgar Arreola como Rodrigo;
- Josh Trank como el Agente Clifford M. Harris.

## Producción
En octubre de 2016 se anunció que Tom Hardy interpretaría a Al Capone en Fonzo, la cual sería escrita y dirigida por Josh Trank. El rodaje se preparó para el verano de 2017, con Hardy afirmando que la cinta saldría a la luz en algún momento de 2018. Pero Hardy terminó de rodar Venom en 2017, y en marzo de 2018 dijo que Fonzo sería su próximo proyecto. Ese mismo mes, Linda Cardellini, Matt Dillon, Kyle MacLachlan, Kathrine Narducci, Jack Lowden, Noel Fisher yTilda Del Toro se unieron al reparto, y el rodaje comenzó el 19 de marzo en New Orleans finalizando el 15 de mayo de ese mismo año.
El 15 de abril de 2020, se lanzó el tráiler promocional donde se reveló el nuevo título: Capone.

## Estreno
Capone se estrenó en vídeo bajo demanda el 12 de mayo de 2020 por la distribuidora independiente Vertical Entertainment. La película estaba originalmente destinada a ser estrenada en las salas de cine, pero estos planes cambiaron debido a la pandemia del COVID-19.

## Recepción

### Crítica
En el sitio web Rotten Tomatoes, la cinta obtuvo un 39% de aprobación, basada en 96 críticas, con una puntuación media de 4.96/10. Los críticos consensuaron: "Tom Hardy makes the most of his opportunity to tackle a challenging role, but Capone is too haphazardly constructed to support his fascinating performance."
En el portal Metacritic, la película obtiene una puntuación de 45 sobre 100, basada en 33 críticas.
Por su parte, Owen Gleiberman, crítico de la revista Variety la calificó como "the last half hour of The Irishman crossed with the doddering-legend parts of Citizen Kane".